# Мали Кум
Мали Кум (словен. Mali Kum) је насељено место у општини Загорје об Сави, Засавска регија, Словенија.

## Историја
До територијалне реорганизације у Словенији био је у саставу старе општине Загорје об Сави.

## Становништво
У попису становништва из 2011. године, Мали Кум је имао 23 становника.
| Број становника према пописима | Број становника према пописима | Број становника према пописима |
| ------------------------------ | ------------------------------ | ------------------------------ |
| 1991                           | 2002                           | 2011                           |
| 34                             | 28                             | 23                             |